# Verónica Viñuales
Verónica Viñuales es una deportista argentina de esquí acuático, integrante del equipo argentino de esta disciplina.
Participó en los Juegos Panamericanos de 2007 en Río de Janeiro, Brasil, en donde consiguió el 4.º puesto en la categoría Slalom Femenino, tras la canadiense Whitney McClintock (1.ª), Regina Jaquess (Estados Unidos, 2.ª) y Mandy Nightingale (Estados Unidos, 3.ª)

## Títulos
- 5 medallas de oro en la categoría Slalom Femenino en el Campeonato Sudamericano:
- Ezeiza, Argentina 2003 con 3 1/2 boyas al 5.º acorte
- Perú 2005 con 4 1/2 boyas al 5.º acorte.
- Chile 2006 con 4 1/2 boyas al 5.º acorte.
- Santo Domingo 2008 con 2 boyas al 5.º acorte.
- Misiones, Argentina 2009.

En 2006 fue elegida como deportista del año en su provincia (Salta).
- Datos: Q6160751